# Gigantosaurus megalonyx
Il gigantosauro (Gigantosaurus megalonyx Seeley, 1869) era un dinosauro erbivoro dell'infraordine Sauropoda. Visse nel giurassico superiore (Kimmeridgiano, circa 155 milioni di anni fa) e i suoi resti sono stati ritrovati in Inghilterra. L'identità è dubbia.

## Classificazione
Questo dinosauro è noto grazie a frammenti fossili di grosse dimensioni, che includono un artiglio, rinvenuti nei pressi di Stretham e descritti nel 1869 da Harry Govier Seeley. Altri resti includono una vertebra cervicale, due vertebre caudali, la parte terminale di una tibia, una fibula e una placca ossea (osteoderma). Questi resti, però, non permettono di distinguerlo a livello generico da altri sauropodi noti: nel 1888 Richard Lydekker lo considerò un sinonimo di Ornithopsis humerocristatus (ora noto come Duriatitan), mentre per Friedrich von Huene (1909) Gigantosaurus era un esemplare di Pelorosaurus. Attualmente è considerato un nomen dubium basato su resti indeterminati. 
Eberhard Fraas, nel 1908, ritenne che Gigantosaurus fosse un nome potenzialmente valido per altre specie, e quindi ascrisse a questo genere alcune specie di sauropodi africani scoperti in quegli anni; attualmente tutti questi resti sono stati attribuiti ad altri generi ben noti, come Tornieria, Janenschia e Malawisaurus. Si veda anche la pagina su Tornieria.

## Nella cultura di massa
A causa della scarsità di fossili e di informazioni su questo animale, a distanza di oltre 150 anni non è mai diventato un dinosauro abbastanza conosciuto o abbastanza noto presso il pubblico. Tuttavia il suo nome viene erroneamente usato per riferirsi al Giganotosaurus, un dinosauro carnivoro scoperto recentemente (negli anni '90, precisamente nel 1995) e diventato in poco tempo famosissimo verso il pubblico grazie ai numerosi ritrovamenti fossili e alle sue dimensioni superiori a quelle del Tyrannosaurus rex venendo talvolta etichettato come "l'animale carnivoro più grande che abbia mai camminato sulla terra" (sebbene ancora oggi sia lo Spinosaurus il dinosauro carnivoro più grande mai scoperto); questo errore è dovuto ad un'assonanza e pronuncia scorretta dei due nomi. Vi sono di conseguenza numerosi prodotti cinematografici e libri che nominano o scrivono Gigantosaurus ma che fanno tutti riferimento al carnivoro del cretacico Giganotosaurus, menzionandolo con il nome errato.